# Tianjin Tianhai
Tianjin Tianhai Football Club (chiń. 天津权健足球俱乐部) – chiński klub piłkarski z siedzibą w Tiencinie, działający w latach 2006–2020.

## Historia
Chronologia nazw:
- 2006: Hohhot Binhai F.C. (呼和浩特滨海)
- 2008: Tianjin Songjiang F.C. (天津松江)
- 2016: Tianjin Quanjian F.C. (天津权健)
- 2019: Tianjin Tianhai F.C. (天津天海足球俱乐部)
- 2020: klub rozwiązano

Klub piłkarski Hohhot Binhai F.C. został założony 6 czerwca 2006 roku. 12 maja 2020 ogłosił bankructwo i został rozwiązany.

## Stadion
Domowe mecze klub rozgrywał na stadionie o nazwie Haihe Educational Football Stadium w Tiencinie, który może pomieścić 30000 widzów.

## Sukcesy
- China League Two
  - wicemistrzostwo (1): 2010
- China League One
  - mistrzostwo (1): 2016[2]
- Chinese Super League
  - 3 miejsce (1): 2017
- Azjatycka Liga Mistrzów
  - ćwierćfinał (1): 2018

## Reprezentanci kraju grający w klubie
Stan na maj 2016.
| - Huang Yong - Sun Ke - Yang Jun - Zhang Lu - Zhang Shuo - Zhang Xiaorui - Zhao Xuri | - Jádson - Luís Fabiano - Taavi Rähn - Jean-Jacques Kilama - Ng Wai Chiu - Aluspah Brewah - Aleksandar Rodić |

## Skład na sezon 2016
| Nr | Poz. | Piłkarz                |
| -- | ---- | ---------------------- |
| 1  | BR   | Zhang Lu               |
| 2  | OB   | Liu Sheng              |
| 3  | OB   | Wang Jie               |
| 4  | OB   | Liu Yiming             |
| 5  | OB   | Jean-Jacques Kilama    |
| 6  | PO   | Li Xingcan             |
| 7  | PO   | Zhao Xuri              |
| 8  | PO   | Zhang Xiuwei           |
| 9  | NA   | Luís Fabiano (kapitan) |
| 10 | PO   | Jádson                 |
| 11 | NA   | Geuvânio               |
| 12 | OB   | Yan Zihao              |
| 14 | PO   | Huang Long             |
| 16 | PO   | Zheng Dalun            |

| Nr | Poz. | Piłkarz       |
| -- | ---- | ------------- |
| 17 | BR   | Shi Meng      |
| 18 | NA   | Xiang Baixu   |
| 19 | PO   | Su Yuanjie    |
| 20 | PO   | Sun Ke        |
| 21 | PO   | Chu Jinzhao   |
| 22 | BR   | Yang Jun      |
| 23 | NA   | Wan Cheng     |
| 25 | OB   | Ng Wai Chiu   |
| 26 | PO   | Xia Ningning  |
| 27 | OB   | Zhang Cheng   |
| 28 | OB   | Dong Shaochen |
| 29 | OB   | Zhang Wei     |
| 30 | NA   | Zhang Shuo    |

## Trenerzy klubu
| - Han Jinming (2007) - Zhang Xiaorui (2008–09) - Hao Haidong (tymczasowo) (2010) - Patrick de Wilde (2010–11) - Hao Haitao (2012) - Pei Encai (2013) - Zhang Xiaorui (tymczasowo) (2013) - Gianni Bortoletto (2014) | - Manuel Cajuda (2014) - Dražen Besek (2014 – 2015) - Sun Jianjun (tymczasowo) (2015) - Goran Tomić (2015) - Vanderlei Luxemburgo (2015–2016) - Fabio Cannavaro (2016–2017) - Paulo Sousa (2017–2018) |